# Alberto Burri

Alberto Burri, italijanski kipar, slikar in zdravnik, * 12. marec 1915, Città di Castello, † 13. februar 1995, Nica.
Burri je doktoriral iz medicine na Univerzi v Perugii. Med drugo svetovno vojno je bil vojaški zdravnik, dokler ni postal vojni ujetnik. V vojnem ujetništvu se je začel ukvarjati z umetnostnim ustvarjanjem.
Leta 1994 je prejel italijanski red za zasluge.